# كارل بير
كارل بير (بالألمانية: Carl Behr)‏ هو طبيب عيون ألماني، ولد في 28 أكتوبر 1874 في هامبورغ في ألمانيا، وتوفي في 16 نوفمبر 1943.